# Mosson (quartier)
Ne pas confondre ce quartier, dont le nom usuel est la Paillade, avec son sous-quartier administratif de la Paillade, ni non plus avec la Mosson, rivière du même nom qui le traverse.
La Mosson est un quartier du nord-ouest de Montpellier peuplé d'environ 24 000 habitants,,. Sa construction, quelque peu à l'écart de l'urbanisation de la ville à l'époque, a commencé pendant la municipalité de François Delmas dans les années 1960. Il regroupe deux sous-quartiers , :
- le quartier des Hauts de Massanne au nord (section Paillade nord, SPN),
- le quartier de La Paillade au centre (section Paillade sud, SPS).

Celui-ci profita du statut de zone à urbaniser en priorité (ZUP). Devant aider l'agglomération montpelliéraine à accueillir les rapatriés d'Algérie (pieds-noirs) et du Maroc (majoritaire dans le secteur) et les jeunes issus du baby boom, le quartier a accueilli depuis des immigrés.
Le quartier de la Mosson et quelques zones plus au sud-est forment le canton de Montpellier-1.
Ce quartier, toujours appelé la Paillade par les Montpelliérains, a été volontairement rebaptisé par la municipalité socialiste et communiste de Georges Frêche en 2000 avec l'arrivée du terminus du tramway, en gommant ainsi l'image trop négative du nom de « La Paillade ». La Paillade est aujourd'hui uniquement la partie centre du quartier de la Mosson constituant un sous-quartier de celui-ci.

## Géographie

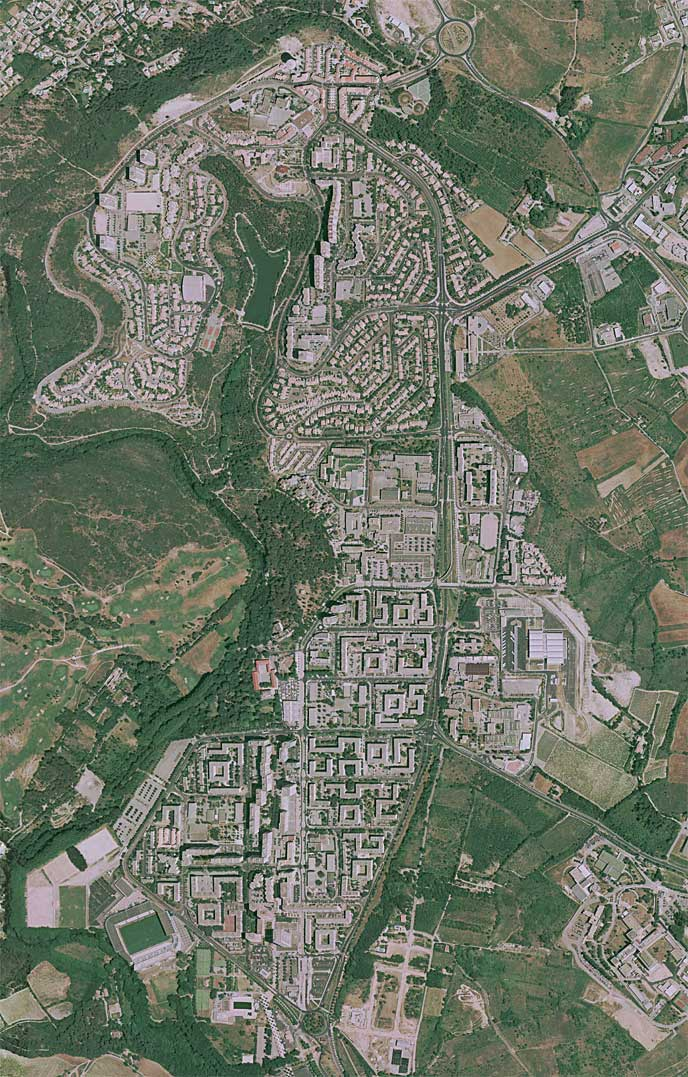
Le quartier vu du ciel.

Le quartier est situé au nord-ouest du territoire communal de Montpellier. Il est limité à l'ouest par la Mosson et Juvignac. Au nord, il domine la commune de Grabels. À l'est, il voisine avec les quartiers d'Euromédecine, de Malbosc et de Celleneuve.
Avant juillet 2000 et la mise en service de la ligne 1 du tramway, le quartier était desservi et relié au centre-ville de Montpellier par quatre lignes de bus (numéros 1, 2, 9 et 14). Depuis juillet 2000, le tramway dessert quatre stations dans La Paillade et permet de rallier rapidement le quartier des hôpitaux-facultés. Un bus (ligne no 15, ex-no 1) relie à la gare Saint-Roch par l'avenue de Lodève.
Le plan du quartier est marqué à l'est par l'avenue de l'Europe, véritable colonne vertébrale du trafic automobile. Cet axe est relié à d'autres qui permettent de rejoindre le reste de la ville, dont l'avenue de la Liberté à destination du centre-ville. Au sud, des voies rapides permettent de rejoindre la nationale N109 (future autoroute A750 et l'autoroute A9).

### Sous-quartiers
Le découpage administratif de Montpellier forme, au sein du quartier de la Mosson, deux sous-quartiers :
- au nord, les Hauts de Massane domine en altitude Montpellier et Grabels. On y trouve notamment :
  - Le collège des Garrigues ;
  - Le Palais des Sports Pierre de Coubertin ;
  - Le lac des Garrigues ;
  - L'UFR d'Odontologie et le centre de soins dentaires.

- au centre, la Paillade dans une partie de plaine. S'y trouvent le stade de football de la Mosson, les commerces principaux et une caserne de pompiers. On y trouve notamment :
  - Les Halles de La Paillade ;
  - Le « Grand ensemble » du Grand Mail ;
  - La Tour d'Assas (la plus haute tour habitée de Montpellier, en cours de destruction) ;
  - La Cité des Gémeaux ;
  - Le collège des Escholliers de la Mosson.

## Histoire
Avant les années 1960, l'espace qu'occupe aujourd'hui La Mosson était réparti entre la garrigue au nord et le domaine agricole de La Paillade au sud.
Le 28 juin 1961, le conseil municipal de Montpellier prend la décision de créer une zone à urbaniser en priorité (ZUP), selon une procédure, datant de 1958, permettant la « création dʼensembles importants dʼhabitations de quartiers et même de cités nouvelles disposant de tout lʼéquipement urbain », ceci dans le but de pallier un déficit en logements estimé à 9 000 (accroissement rapide de la population et arrivée de 15 000 rapatriés dʼAlgérie).
En date du 1er février 1962, le ministère de la Construction confère au projet un caractère officiel. Le 12 mars de la même année, la SERM (Société d’équipement de la région montpelliéraine), chargée de lʼopération, achète les 225 hectares du « Domaine de La Paillade » à Sophie Desmarets (et non pas au baron de Baroncelli, son mari).
Un concours international est organisé pour les architectes et les urbanistes pour lʼaménagement de ce site dont la caractéristique dominante est le caractère méditerranéen. « Les augures donnaient gagnants les ateliers des grands patrons parisiens, qui disposaient de moyens financiers et de bureaux puissamment équipés. Or, à lʼissue du concours, au mois d'octobre 1962, ce fut une équipe montpelliéraine qui triompha : celle formée par les architectes Gallix, Almairac, Farrier, Gourguet, Pomier, Rouquier, Rouzaud et Vincent ». Le 2e prix de ce concours a été attribué à lʼéquipe conduite par C. Aubert (Paris). L'agence Gallix et Vincent, architectes DPLG, est nommée architecte en chef de lʼopération pour une durée de 10 ans. Les maquettes de lʼavant-projet et du projet ont été exposées en met confiées ensuite à la SERM.
Le début des travaux débute en janvier 1964 après la réalisation du projet dʼexécution. Les premiers habitants prennent possession de leurs logements dans la zone Sud, le 15 avril 1967.
Le quartier a gardé la mémoire des barres de « Phobos » détruites à la fin des années 1980.
Dès 1997, le sud de La Mosson, actuel quartier de la Paillade, bénéficie du statut de zone franche urbaine pour aider à créer des emplois. Jusqu'en 2015, il est également une zone urbaine sensible puis devient un quartier prioritaire, en raison d'un taux de pauvreté élevé, de 61 % en 2018 contre 15 % à l'échelle nationale.
Dans le cadre du projet de rénovation urbaine, les cinq tours qui composent la cité des Tritons sont progressivement démolies. La « tour Cambacérès » fut la première en l'an 2000, suivie de la « tour Monge » en 2005, puis de la « tour Condorcet » en 2012 et la « tour Cambon » en 2013, pour terminer par la « tour d’Alembert » le 9 février 2017.
En mars 2025, après plusieurs années de préparation, le plus haut édifice de la Paillade, la « tour d'Assas », est démoli, suivi, en juillet de la même année, par la démolition de l'« arche Mercure », tous deux symboles du quartier de la Paillade. Ces démolitions s'inscrivent dans le cadre du programme national de renouvellement urbain,.
Aujourd'hui, des négociations sont en cours avec l'ANRU dans le cadre du projet de rénovation urbaine, et qui prévoit notamment :
- 451 démolitions de logements (dont 134 issus d’un immeuble en copropriété privée : la Tour Catalogne) ;
- 451 reconstructions de logements sociaux ;
- 687 résidentialisations ;
- la transformation du Mail en promenade aménagée d'espaces publics et verts ;
- la transformation de l’avenue de l'Europe en boulevard urbain valorisant ;
- le développement d'équipements publics en frange extérieure au quartier ;
- la restructuration des commerces de proximité ;
- La construction de 430 logements privés en frange extérieure au quartier (secteur Blayac)[19].

## Démographie

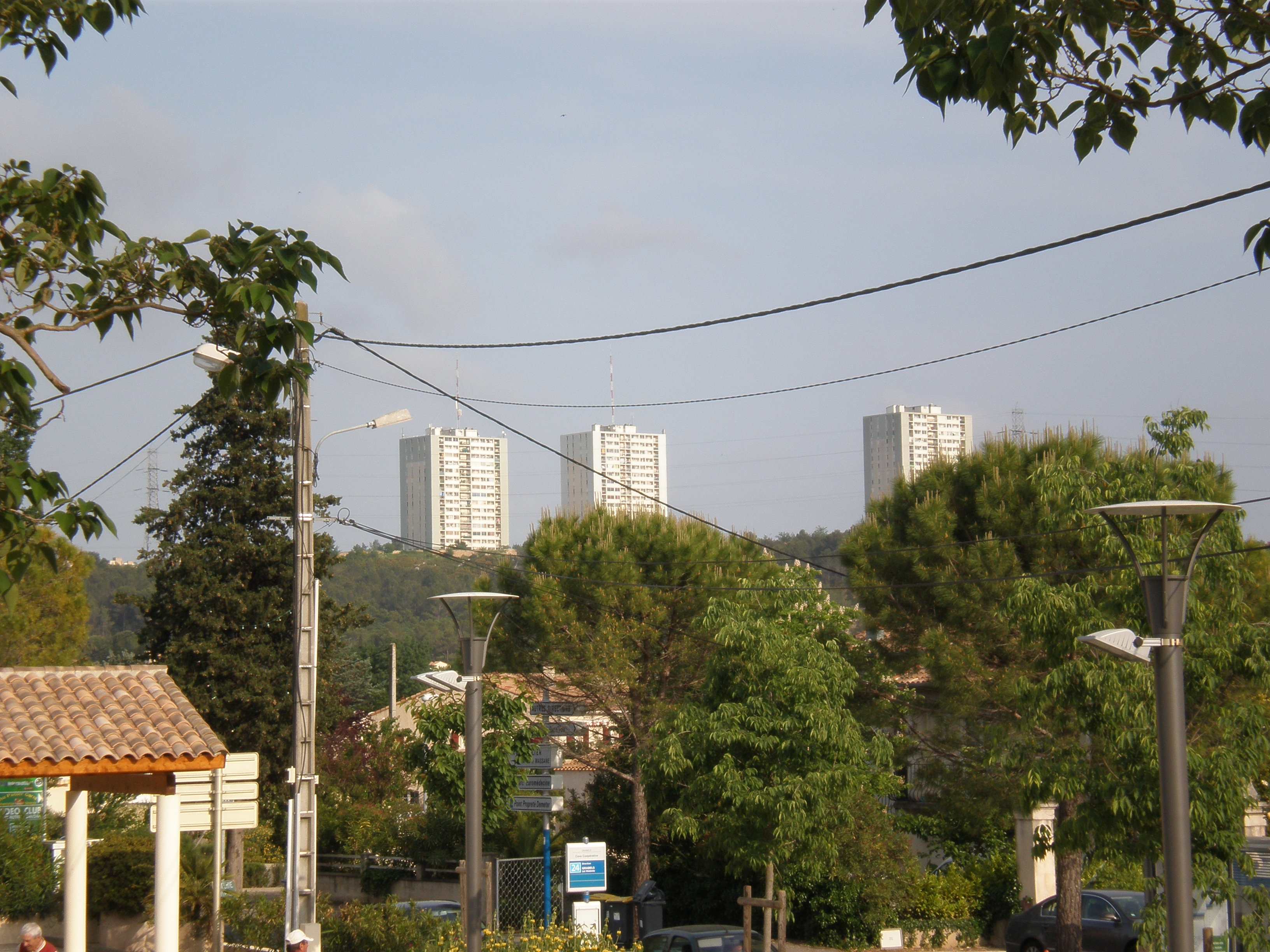
Vue des trois tours tritons depuis Grabels.

| 1999   | 2007   | 2009   | 2013   | 2018   |
| ------ | ------ | ------ | ------ | ------ |
| 27 749 | 28 950 | 28 480 | 21 652 | 21 817 |

## Équipements

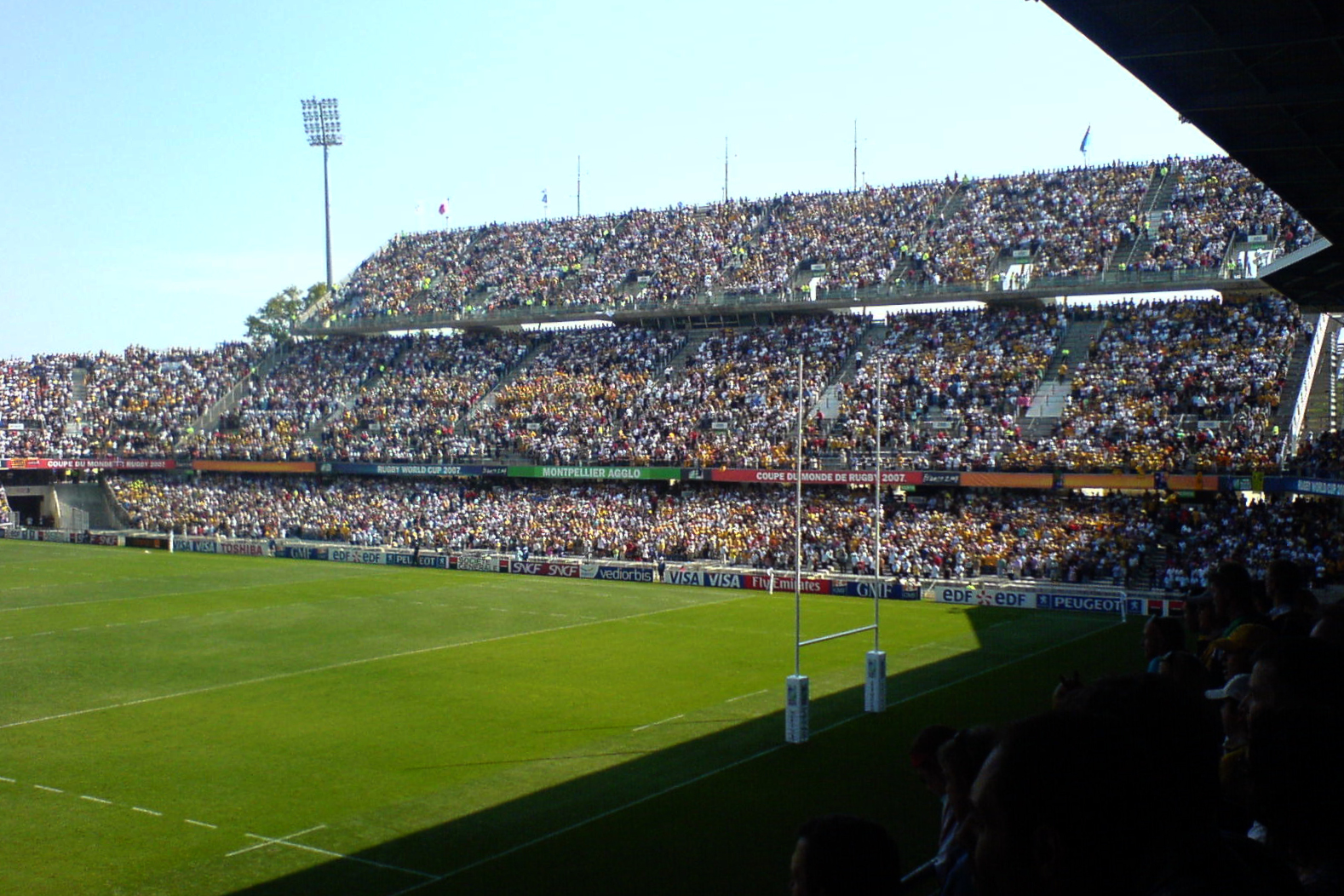
Stade de la Mosson.

La Mosson compte plusieurs équipements sportifs et culturels.
- Équipements sportifs :
  - Stade de la Mosson dont le club résident est le MHSC. Il a été rénové pour accueillir six matches de la Coupe du monde de football 1998. Il a accueilli cinq matches de l'équipe de France. Il est géré par la communauté d'agglomération de Montpellier. Proche de la rivière Mosson, il peut être inondé lors d'orages cévenols ;
  - dans les Hauts de Massane, le palais des sports Pierre-de-Coubertin est le cadre des matches des clubs « Montpellier Basket Mosson »[20] et MUC de volley-ball ;
  - le centre nautique Neptune construit dans les années 1960, disposant d'un bassin en plein air.

- Équipements universitaires :
  - Faculté d'odontologie de Montpellier.

- Équipements commerciaux :
  - Le marché couvert est ouvert les mardis, vendredis et samedis.

- Équipements culturels :
  - La médiathèque Jean-Jacques-Rousseau est la plus importante médiathèque de quartier du réseau de Montpellier Agglomération
  - La maison pour tous Louis-Feuillade (ancien « Diago-Paillade »)
  - La Maison pour tous Léo-Lagrange
  - Le théâtre municipal Jean-Vilar
  - La compagnie Didier Théron et association Allons Z'enfants
  - Kaina TV

- Équipements cultuels :
  - Église catholique Saint-Paul ;
  - Temple réformé ;
  - Mosquée de Montpellier ;
  - Église évangélique de Pentecôte.

## Galerie

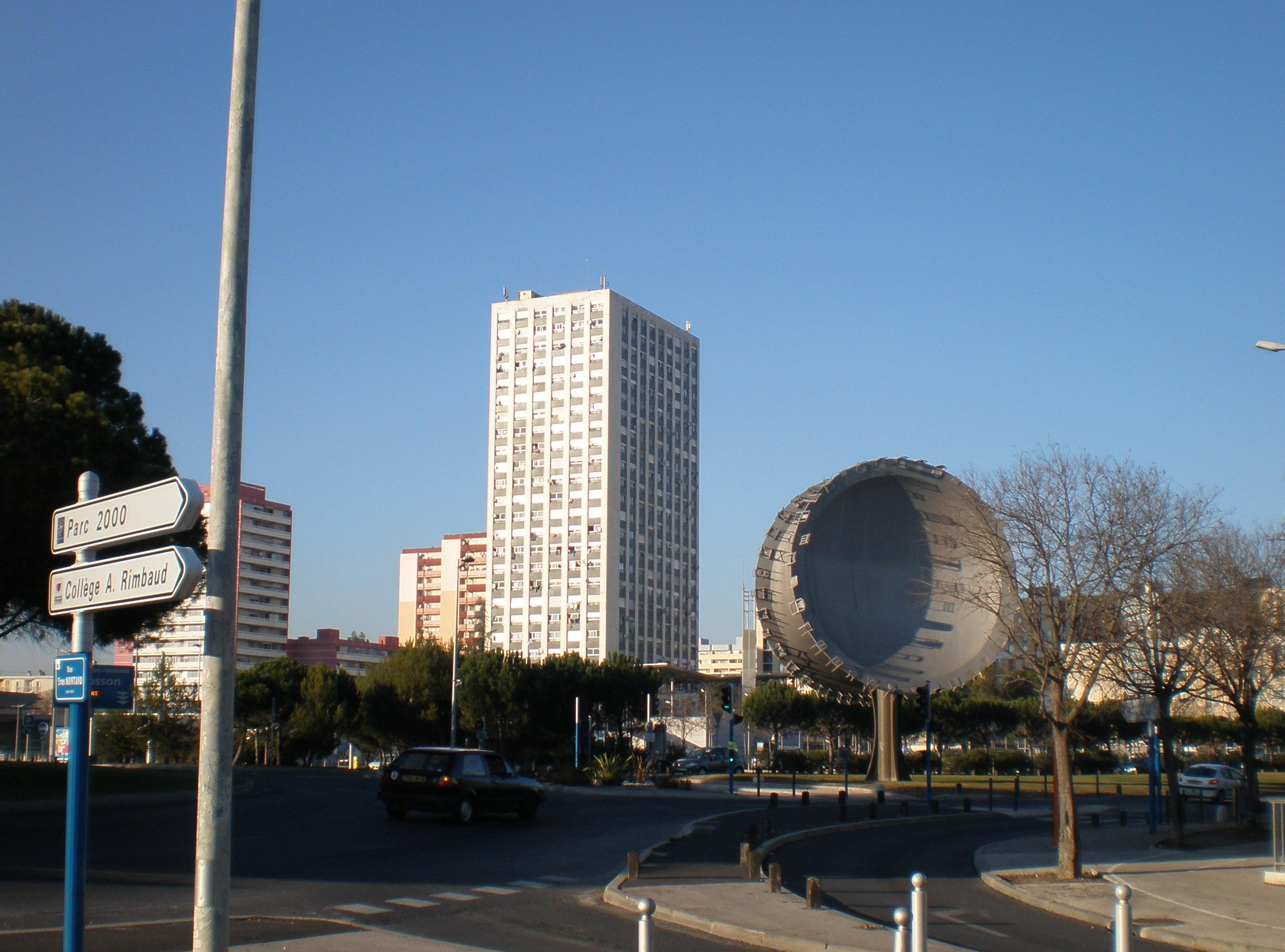
Le sud du quartier de la Mosson (Tour d'Assas).
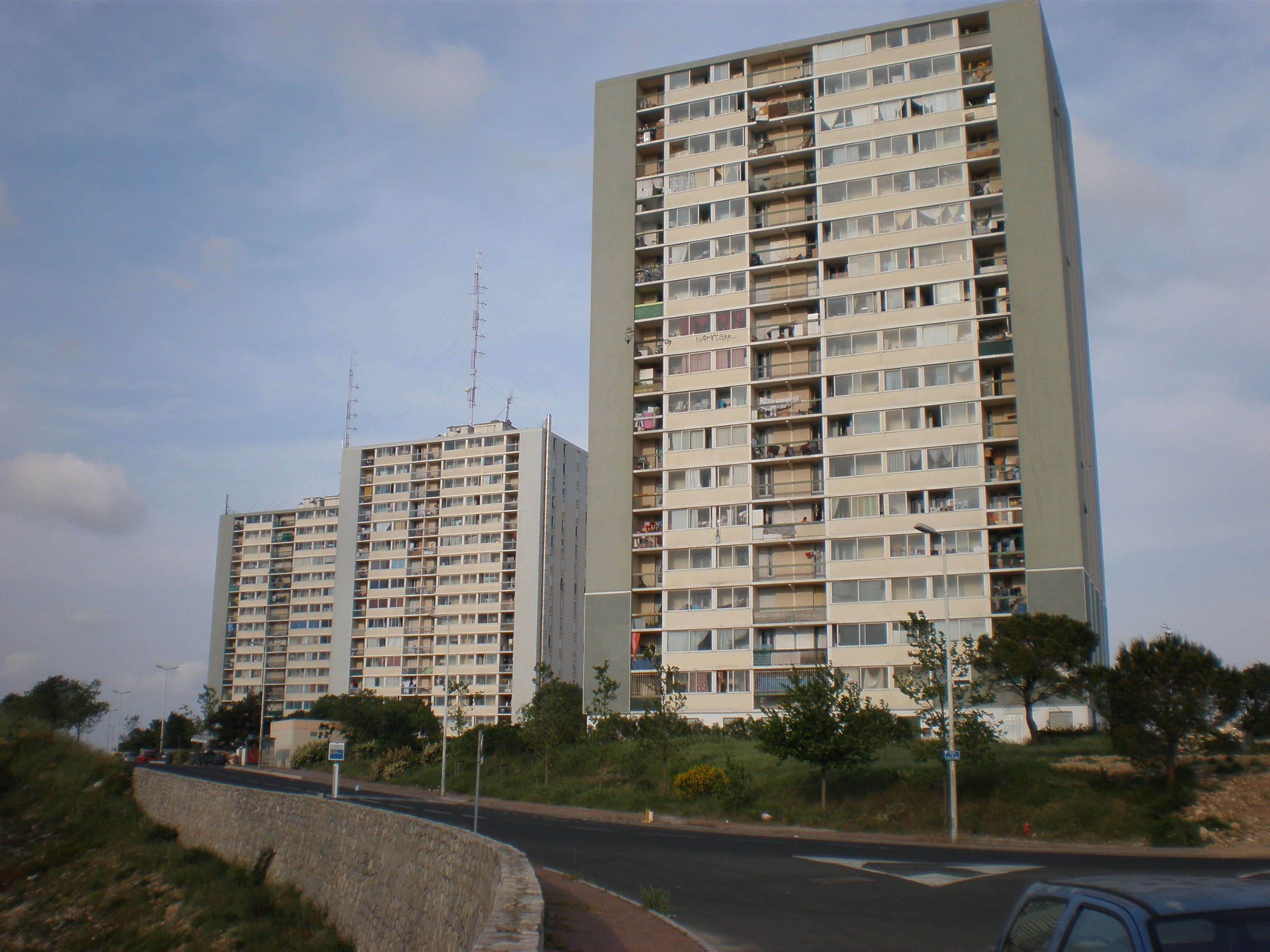
Les tours « Tritons » au nord du quartier des Hauts de Massanne. Construites en 1968, elles étaient 5 au départ. Les tours Cambacerès, Monge, Cambon Condorcet et Alembert ont été démolies.
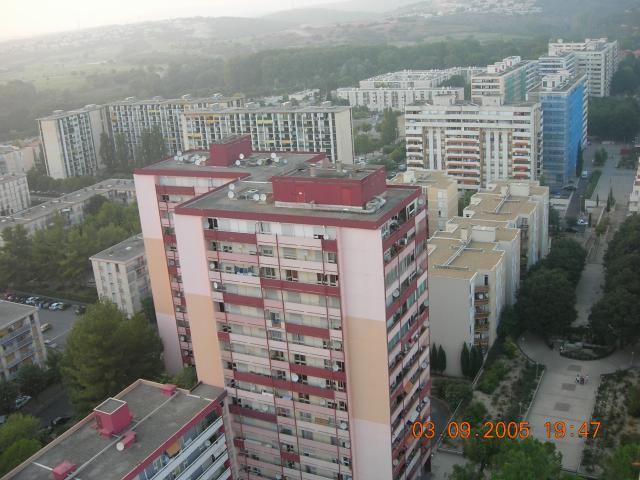
La partie Nord du Grand Mail, vue du sommet de la Tour d'Assas.
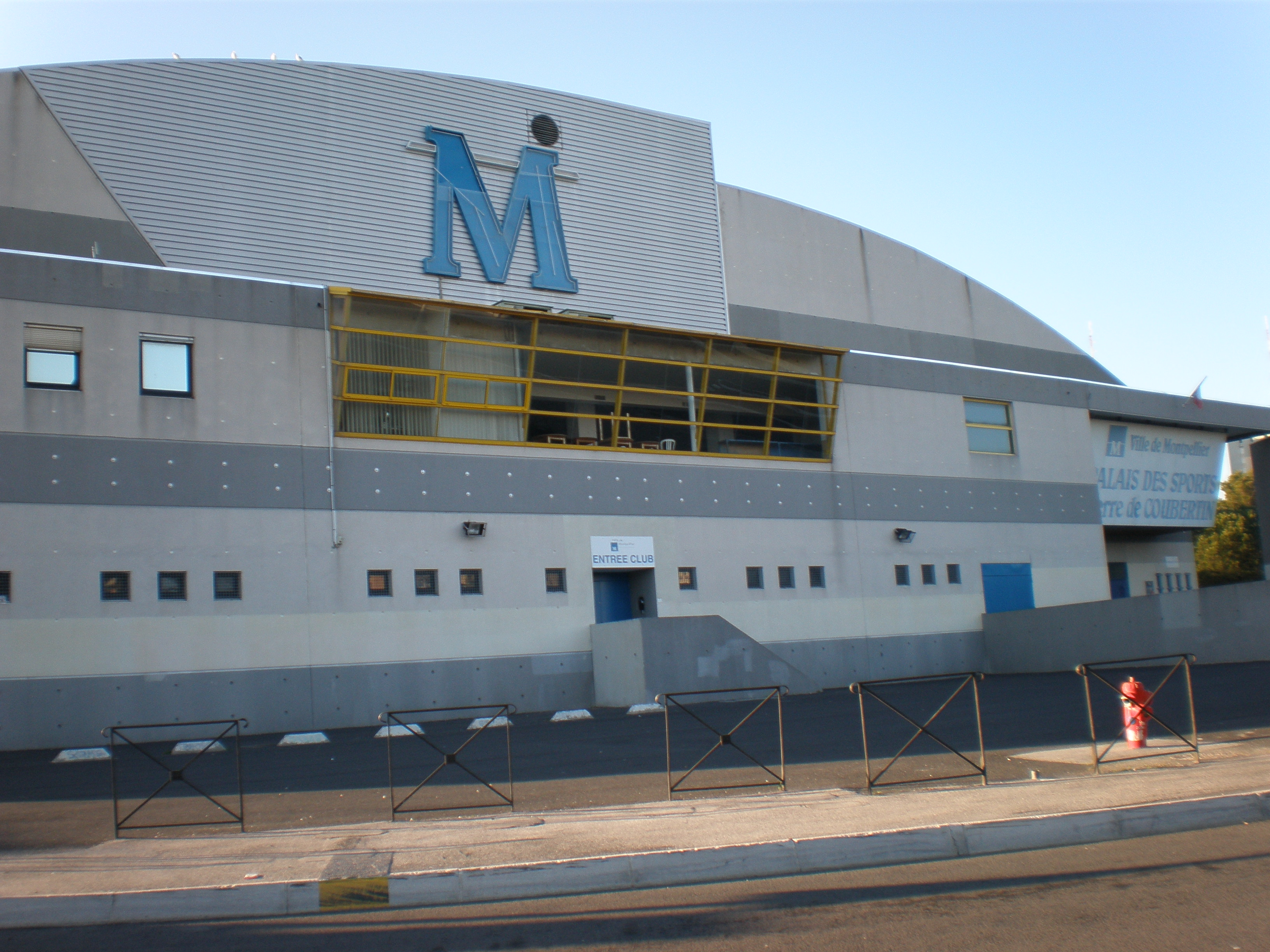
Le palais des sports Pierre-de-Coubertin.
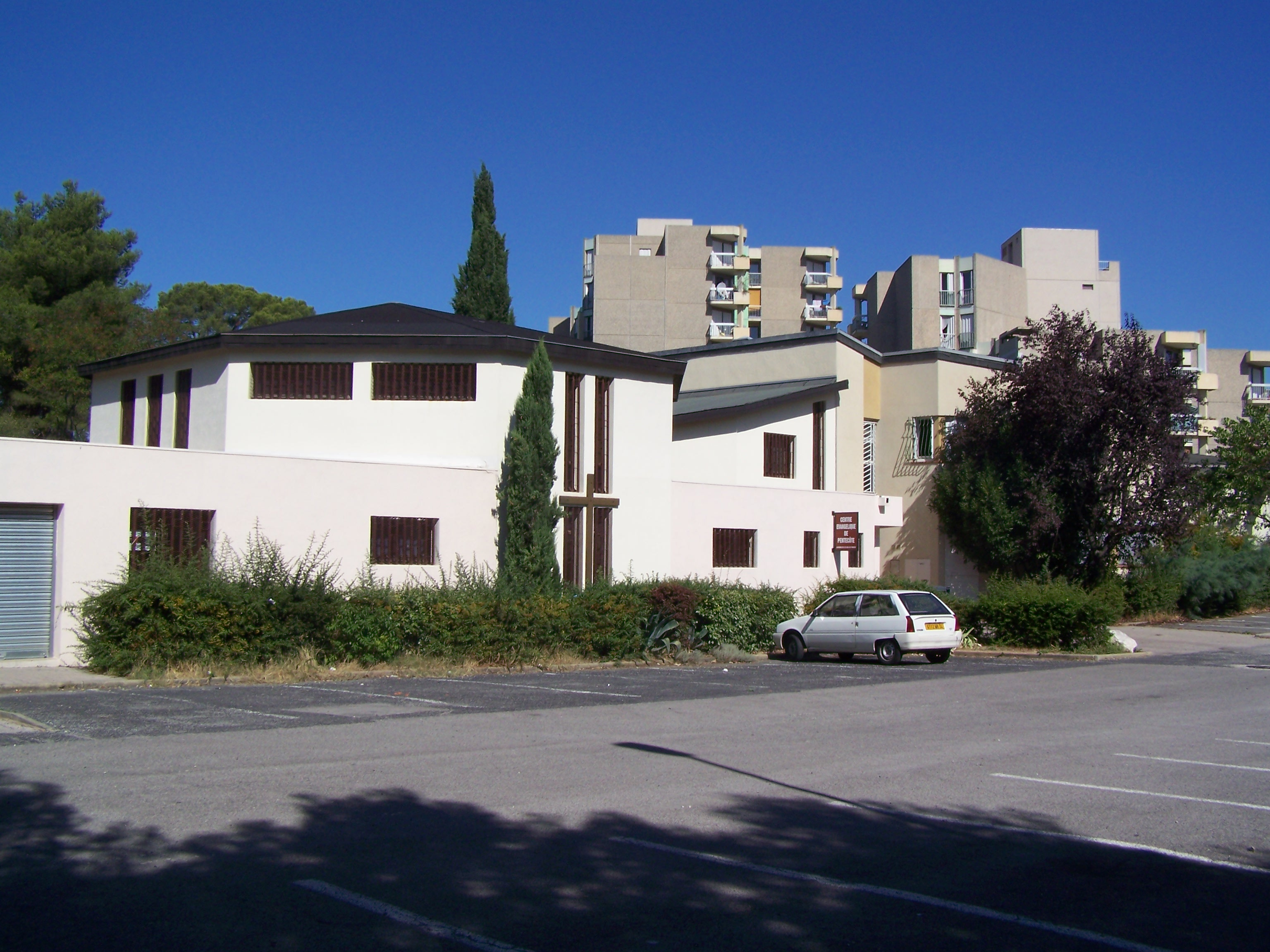
Église évangélique du quartier La Mosson.

### Filmographie
- Tomber des murs ? 50 ans de grands ensembles, réalisation et production : Les Ziconofages, 2008   / Durée : 52'

Le film « Tomber des murs ? », revient sur 50 ans d'histoire des grands ensembles. À Montpellier, dans les quartiers du Petit Bard et de la Paillade (Mosson) des tours s'écroulent, la mixité sociale s'impose et les murs des barres ont repeints.
Ce film est un constat sur les problématiques autour des politiques de rénovations urbaines. Il y a les murs d'immeubles qui tombent en pleine crise du logement et puis ceux qu'il reste à abattre, ceux de l'indifférence et de l'incompréhension. Une population invisible aux yeux des décideurs revendique son mot à dire. 52' où se croisent les paroles des habitants, chercheurs, acteurs associatifs et politiques.
- Des livres et des baguettes, réalisation : Laure Prédal, 2020   / Durée : 52'

Le film « Des  livres et des baguettes » met en valeur le quartier de la Paillade à Montpellier, perçu comme problématique par les habitants de la ville. La réalisatrice propose une vision différente du quartier en choisissant une boulangerie qui propose un club de lecture. Ce lieu rassemble les personnes qui vivent et font vivre le quartier, et fait se poser de nombreuses questions sociales.